# Ойунский, Платон Алексеевич
Плато́н Ойу́нский (Плато́н Алексе́евич Слепцо́в; 30 октября [11 ноября] 1893, Ботурусский улус, Якутская область — 31 октября 1939, Якутск) — якутский советский писатель, учёный-филолог и общественный деятель, основоположник якутской советской литературы. Стал жертвой сталинских репрессий.

## Биография
Родился в Ботурусском (Таттинском) улусе, 3-м Жехсошнском наслеге, Серкячинском роде, кочевье на урочище «Мунха дэлбэрийбит» в крестьянской семье Алексея (Хоочугура) Петровича Слепцова (1856–1915) и его второй жены (первая жена рано умерла, оставив троих сыновей — сводных братьев Платона)  Евдокии Ивановны, урожд. Унаровой (1873–1928). Семья была многодетной — 14 детей: восемь сыновей и шестеро дочерей. По линии матери Платон Слепцов происходил из известного шаманского рода — именно этим и обусловлен его псевдоним: Ойунский — «ойуун» (шаман) и «уус» (род), то есть «из рода шаманов», который с 1920 года стал его официальной фамилией. 
В 1906 году в селе Черкёх рядом с домом Слепцовых открылась школа (совр. Черкехская среднеобразовательная школа им. П.А.Ойунского). Первым учителем Платона стал Матвей Матвеевич Сивцев, педагог, просветитель, родной дядя Д.К.Сивцева.
В 1910 году он поступил в Якутское городское четырехклассное училище, в котором учился вместе с М.Аммосовым и Н.Неустроевым, а в 1914 году — в Якутскую учительскую семинарию, которую окончил в 1917 году.  «В годы ученья в Якутском четырехклассном училище мне приходилось жить у разных людей, квартироваться в разных дворах, теперь некоторых из них нет и в помине. Когда мне часто бывало, что есть было нечего, то приходил ночевать в семью учителя Егасова, так как его жена приходилась мне родней», — вспоминал Платон Ойунский. 
1917—1918 гг. — учеба в Томском учительском институте.
Член КПСС с марта 1918 года. В 1921 году —председатель Губревкома Якутии, в 1922 году —председатель Совнаркома, в 1923 году — председатель Центрального Исполнительного Комитета Якутской АССР.
В 1924 году выдвинул идею о создании Якутской национальной военной школы.
В 1928—1931 годах — нарком просвещения и здравоохранения Якутии. В 1935 году по его инициативе был создан НИИ языка и культуры при СНК Якутской АССР, где он был первым директором. В этом же году защитил в Институте национальностей (Москва) диссертацию на степень кандидата лингвистических наук. Член правления Союза писателей СССР в (1934—1938) годах Депутат Верховного Совета СССР 1-го созыва.
Первое стихотворение опубликовал в 1917 году. В 1919 году написал ставшее широко известным в то время в Якутии стихотворение «Син биир буолбаат?» (Не всё ли равно?). Его рассказы, повести, драмы вошли в золотой фонд литературы народа саха. В качестве этнографа собрал и подготовил к изданию якутские эпосы олонхо «Дьулуруйар Ньургун Боотур» (Нюргун Бо́тур Стремительный) и «Туналыйбыт ньуурдаах Туйаарыма Куо» (Прекрасная Туйа́рыма Куо). Обосновал использование силлабо-тонического стиха в якутском языке. Переводил на якутский язык классику русской и мировой литературы.
Особое место в поэзии П.А.Ойунского занимает драматическая поэма «Красный шаман» (начата в 1917 году, закончена в 1925 году). В основу ее автор положил две якутские легенды: о попытке родового вождя Кудангса для спасения своего племени от голодной смерти породниться со злыми силами Верхнего мира и о борьбе шамана по прозвищу «Добун» с родом знаменитых богачей Оросиных  в поэме «Орос–Бай), в ходе которой этот род был будто бы уничтожен шаманом. Поэма «Красный шаман» еще при жизни писателя была переведена на русский язык Алексеем Бояровым и  Петром Черных-Якутским в 1928 году и вышла отдельной книгой в 1930 году, но после ареста Ойунского книга была изъята и уничтожена. 
Переводил на якутский язык произведения русских классиков и советских писателей: А.С. Пушкина, И.А. Крылова, М.Ю. Лермонтова, Н.В. Гоголя, М. Горького, А.И. Безыменского и других. Оставил воспоминания, описывающие революционные события, участником которых он был («Весна и лето 1917 года», «Минувшие дни и годы»).  Автор публицистических и литературоведческих работ (о теории якутского стихосложения, о якутском героическом эпосе олонхо).

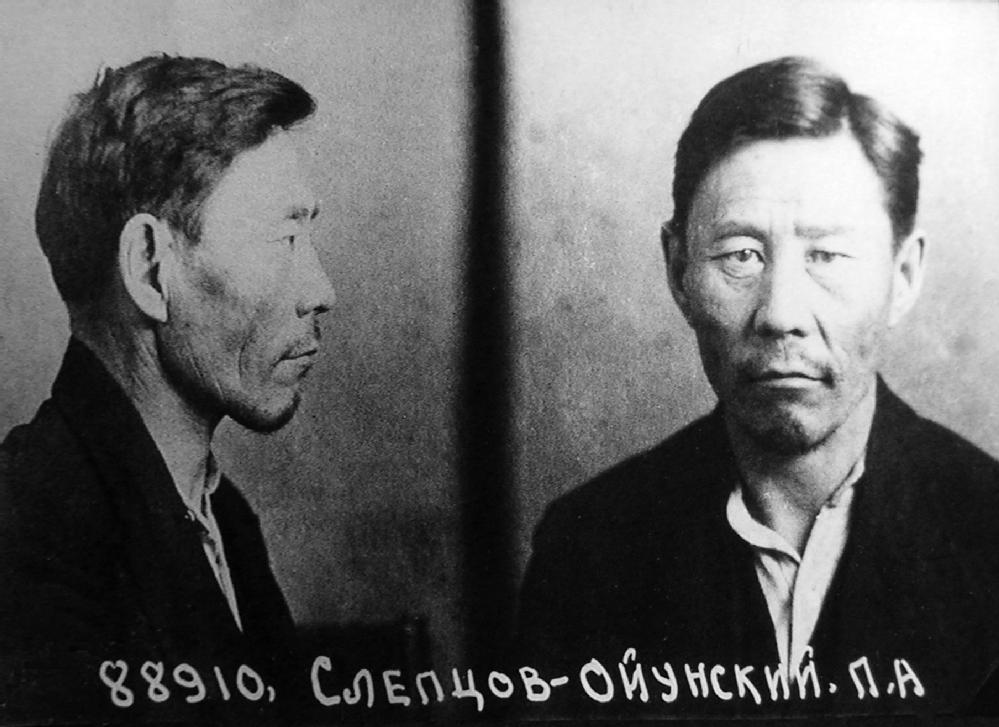
Тюремная фотография, 1938 г.

3 февраля 1938 года был арестован органами НКВД в городе Иркутске, когда возвращался с 1-й сессии Верховного Совета СССР. Было инкриминировано обвинение в «руководстве буржуазно-националистической контрреволюционной организацией». 14 февраля 1938 года его этапировали в Москву, где он находился под следствием в Лефортовской тюрьме. 31 января 1939 года Ойунский был этапирован в Якутск, где стал главным обвиняемым по делу «Центрального дела» (дело партийной элиты ЯкутАССР). Под давлением признавал себя виновным, затем отказывался от показаний, объявил голодовку. Умер в больнице Якутской тюрьмы 31 октября 1939 года. Полностью реабилитирован 15 октября 1955 года.

#### Семья
Жена (с 1930) — Акулина Николаевна Борисова-Слепцова (род.1905).
- Дочери: Саргылана (1931—1991), Сардана (1934—2007)[12].
- Внуки (дети Сарданы Платоновны): Мария Сергеевна Соловьева[13], Платон Сергеевич Соловьев [14], Лина Сергеевна Соловьева (Михайлова-Ойунская)[15].

## Память об Ойунском

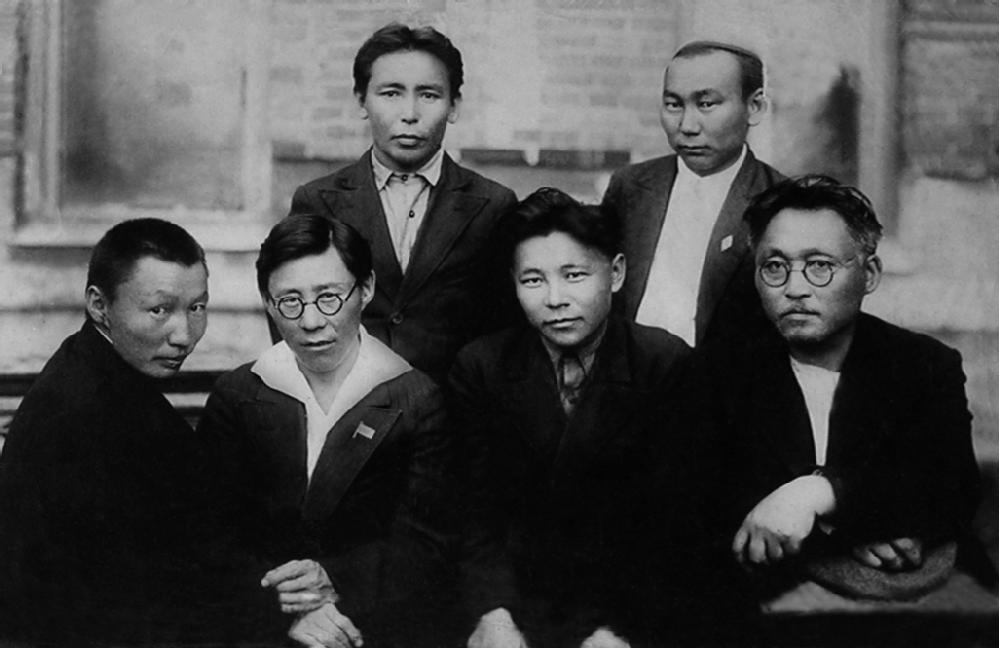
Участники I Всеякутской языковедческой конференции. Сидят (слева направо): Г. У. Гермогенов (Эргис), П. А. Ойунский, неизвестный, Г. В. Ксенофонтов; стоят: Н. И. Степанов, В. М. Новиков
(Якутск. 1934 год)

- Именем Платона Алексеевича Ойунского названы:
  - Саха академический театр в Якутске;
  - Литературный музей в Якутске;
  - Аэропорт Якутск имени Платона Ойунского;
  - Музей государственности республики в селе Черкёх[16];
  - улицы в населённых пунктах Якутии, в том числе в городах: Якутск, Мирный, Нерюнгри, Вилюйск, Ленске.
- В 1993 году Указом Президента Республики Саха (Якутия) учреждена Государственная премия имени П. А. Ойунского, присуждаемая за выдающиеся произведения в области литературы, искусства и архитектуры, которые получили широкое общественное признание и стали национальным достоянием Республики[17].
- На центральной площади города Якутска установлен памятник Ойунскому.
- 10 сентября 2003 года в честь П. А. Ойунского назван астероид 16407 Oiunskij, открытый в 1985 году астрономами Николаем и Людмилой Черных.